# Naser al-Shami
Naser al-Shami (arabisch ناصر الشامي, DMG Nāṣir aš-Šāmī; * 27. Juni 1982) ist ein syrischer Boxer.

## Karriere
Seine ersten internationalen Meisterschaften bestritt al-Shami 2001 bei den Mittelmeerspielen, bei denen er jedoch schon vorzeitig ausschied. Bei den Asienmeisterschaften 2002 belegte er den dritten Platz und erreichte dieselbe Platzierung auch bei den Asienspielen 2002.
Bei den Asienmeisterschaften 2004 errang al-Shami mit einem Finalsieg über Paweł Storożuk, Kasachstan die Goldmedaille und qualifizierte sich damit für die Olympischen Spiele 2004, bei denen er nach Siegen über Emmanuel Izonritei, Nigeria (30:17), und Wugar Alakparow, Aserbaidschan (DQ 4.), das Halbfinale erreichte, welches er jedoch gegen Odlanier Solís, Kuba (RSC 3.), verlor und damit die olympische Bronzemedaille gewann.
2005 erkämpfte sich al-Shami die Bronzemedaille bei den Mittelmeerspielen und im Jahr darauf auch bei den Asienspielen. Bei den Panarabischen Spielen 2007 errang er die Goldmedaille und beendete damit seine Karriere.

## Sonstiges
Am 4. Juni 2011 nahm al-Shami an Demonstrationen in der Stadt Hama im Rahmen des syrischen Bürgerkriegs teil und wurde durch Schüsse von Sicherheitskräften sechs Mal in Ober- und Unterschenkel getroffen und verlor außerdem durch eine Kugel den kleinen Finger der linken Hand. Durch die Vermittlung eines syrischen Arztes kam al-Shami in ein Dortmunder Krankenhaus und wurde dort operiert.